# Sakura taisen - Gōka kenran
Sakura taisen - Gōka kenran (サクラ大戦 轟華絢爛? lett. "La grande guerra dei fiori di ciliegio - I bellissimi e raggianti ciliegi fioriti"), è una serie OAV giapponese, seconda uscita animata del merchandise legato a Sakura Wars.
La serie, attualmente inedita in Italia, consiste di sei episodi di mezzora l'uno che rappresentano un sequel agli eventi raccontati in Sakura taisen - Ōka kenran.

## Trama
La fine della guerra contro i demoni è terminata, e la Flower Division ha finalmente il tempo di concedersi il meritato episodio. Ogni episodio di questa serie segue una delle sei protagoniste della serie, mostrandole alle prese con delle piccole avventure "in solitario".

## Lista episodi
| Titolo italiano (tradotto) Giapponese 「Kanji」 - Rōmaji                                                                                  | In onda           | In onda |
| Titolo italiano (tradotto) Giapponese 「Kanji」 - Rōmaji                                                                                  | Giapponese        |         |
| I letali assassini di New York 「紐育の怒れる刺客」 - Nyūyōku no ikareru shikaku                                                          | 18 dicembre 1999  |         |
| La città d'acqua 「水のある都市」 - Mizu no aru machi                                                                                     | 25 febbraio 2000  |         |
| La meraviglia del cinema 「キネマの驚天動地」 - Kinema no kyōtendōchi                                                                     | 25 aprile 2000    |         |
| Il kamishibai dell'umanità - Ragazzo rosso per l'eternità 「人情紙芝居・少年レッドよ永遠に」 - Ninjō kamishibai - Shōnen reddo yo eien ni | 25 giugno 2000    |         |
| Padre e figlia e... 「父と娘と」 - Chichi to ko to                                                                                        | 25 settembre 2000 |         |
| Il domani delle donne 「女たちの新時代」 - Onna-tachi no ashita                                                                           | 21 dicembre 2000  |         |

## Doppiatori
- Sakura Shinguji: Chisa Yokoyama
- Ayame Fujieda: Ai Orikasa
- Iris Chateaubriand: Kumiko Nishihara
- Kanna Kirishima: Mayumi Tanaka
- Sumire Kanzaki: Michie Tomizawa
- Maria Tachibana: Urara Takano
- Ri Kōran: Yuriko Fuchizaki
- Kasumi Fujii: Akemi Okamura
- Ichirō Ōgami: Akio Suyama

## Colonna Sonora
Sigla di apertura
- "Geki! Teikoku Kagekidan", cantata da The Teikoku Kagekidan.

Sigla di chiusura
- "Old Piano" cantata da Urara Takano
- "Sparkle" cantata da Kumiko Nishihara & Kazue Ikura
- "The Cinema March" cantata da Michie Tomizawa & Mayumi Tanaka
- "The Train Of Eras" cantata da Yuriko Fuchizaki & Maya Okamoto
- "The Cherry Blossom Warm Front" cantata da Chisa Yokoyama
- "Continuation Of His Dream" cantata da The Teikoku Kagekidan